# Hammaptera viridifusata
Hammaptera viridifusata là một loài bướm đêm trong họ Geometridae.